# Павле II Шубић
Павле II Шубић (око 1295 - Островица, август 1346) је био хрватски великаш из породице Шубић. Обављао је функцију трогирског и островичког кнеза. 

## Биографија
Павле II је био трећи син Павла I Шубића. Имао је браћу Јураја II, Младена II, Гргура и Марка. У изворима се први пут јавља 1301. године, када је био кнез Тропоља, заједно са браћом. Био је и кнез Трогира и Скрадина. Након смрти Павла I Шубића, његови синови поделили су наслеђе. Незадовољан поделом, Павле II је 1322. године био један од коловођа побуне против Младена и Јурја, која је кулминирала битком код Блиске, поразом и сломом неограничене власти Шубића. Ипак, Павле II није успео стећи банско достојанство, а глава породице постао је Јурај. Павле је пружио подршку Јурју. Подржавао је Младена III у борби против војводе Нелипца, за шта је добио управу над Островицом. Тестаментом ју је оставио сину Јурју III. Био је ожењен кнегињом Јелисаветом Франкопан (умрла после 1347.), која му је родила два сина и једну ћерку:
- Јурај III Шубић
- Прибко Шубић
- Катарина Шубић